# 9235 Shimanamikaido
9235 Shimanamikaido este un asteroid din centura principală, descoperit pe 9 februarie 1997, de Akimasa Nakamura.